# 李晟收复长安之战
李晟收复长安之战是唐德宗兴元元年（784年），唐朝检校右仆射、兼京畿、渭北、鄜坊、商华兵马副元帅李晟等率关中唐军，与行营兵马副元帅浑瑊东西呼应，光复被朱泚占领的京城长安的作战。
784年四月，李晟筹划收复长安，奏请德宗批准，任京兆少尹张或为副使，谏议大夫郑云逵为行军司马，京兆府司录李敬仲为节度判官。授予唐良臣河中节度使，令他保卫潼关，戴休颜为鄜坊节度使令他守奉天。李晟又建议朝廷在京城郊县广泛征赋，使军队粮草充裕。当时，神策军家属及李晟家百口都在长安，为稳定军心，李晟流着泪鼓励大家说，皇上都背井离乡，我们怎能只顾自家。对于朱泚派来的说客，李晟立即处斩。由于李晟与士兵同甘共苦，用大义激励士心，兵卒虽盛夏犹衣冬服，未授春衣也没人离叛。他让从叛军大营逃来的将士控诉朱泚令人发指的罪状，以鼓励士气。
敌方元帅将姚令言等派间谍刺探李晟进军长安日期，巡逻骑兵捉获，李晟给他们饮酒、钱，放他们回去“努力固守，勿不忠于贼”。五月二十日，李晟率军抵达通化门，向城内示威，敌不敢出。召集诸将商量攻城方案。大家主张先克外城，占据坊市，然后北攻宫阙。李晟说从叛军聚集的苑北突破，击其心腹，迫敌狼狈出逃，既可保住宫阙不受残害，坊市不受侵扰，又能避免坊市狭窄，官军不易击敌。诸将都同意。李晟便告知浑瑊、镇国节度使骆元光、商州节度使尚可孤等，约定期限进军于长安城下。
五月二十五日夜，李晟从东桥移军至光泰门外米仓村，兵临京城。五月二十六日李晟正亲临挖壕筑栅，朱泚骁将张庭芝、李希倩率军大部人马而至。李晟抓住天赐战机，命令副元帅兵马使吴诜等部奋力迎击。当时，骆元光军在阵地北部，兵力较少，敌军合力攻打他。李晟当即派牙前将李演等率兵增援，中军全力配合，李演等大破叛军，乘胜进入光泰门，又大败叛军。夜临，李晟收兵，没被歼灭的叛军入白华门。
五月二十七日，李晟又出兵。诸将建议等待浑瑊率领的西路军赶到，夹攻歼敌。李晟力主乘胜追击，乘敌无备，夺取长安，朱泚军出战，官军再次获胜，五月二十八日，李晟集结部将骆元光、尚可孤、兵马使吴诜、王佖，都虞侯邢君牙、李演、史万顷，神策将孟涉、康关俊，华州将郭审金、权文成，商州将彭元俊等，号令誓师后，在光泰门外展开官军，又命王佖、李演率领骑兵，史万顷带步卒，直抵苑神墙村。李晟先派人夜里打开苑墙二百余步，这时叛军已用树木栅拦住，并从栅中刺射官军。李晟下达纵贼先斩诸将的命令，史万顷率兵先进，拔栅冲入，王佖等骑兵继进，叛军大溃，叛将段诚谏被俘，官军大部人马分头齐进，喊杀声如迅雷滚动。姚令言、张庭芝、李希倩等叛将还负隅顽抗。李晟命决胜军使唐良臣、兵马使赵光铣、杨万荣、孟日华等步骑齐进，叛军虽能拼凑防线，但经十余合战后，已不能支持。至白华门时，突然有数千名叛军出现在官兵背后，李晟当即率百余骑士回头迎击，叛军慑于李晟威名而惊慌而溃，官军追斩不可胜数。朱泚、姚令言、张庭艺率万余人西逃，李晟命兵马使田子奇率骑兵追歼，其余叛党先后投降。官军光复长安城。